# Hidrocentrala Peleș
Hidrocentrala Peleș (denumire oficială Micro-hidrocentrala Peleș, prescurtat MCH Peleș, în trecut Uzina electrică Peleș) este o centrală hidroelectrică deschisă în 1884, la un an după Castelul Peleș, pentru a-i asigura acestuia alimentarea cu energie electrică. Are o putere instalată de 2×50 KW, folosită însă doar parțial. Este alimentată din Pelișor printr-o conductă cu o diferență de nivel de 125 m.
Construcția a fost realizată de compania Brush iar echiparea făcută de Continental Edison cu două turbine generatoare de curent continuu, la o turație de 600 rpm. Turbinele actuale au fost instalate din 1914 iar generatoarele au fost schimbate din a doua jumătate al secolului XX cu unele ce produc curent alternativ compatibil cu Sistemul Energetic Național.
Clădirea hidrocentralei este clasată ca monument istoric în cadrul ansamblului Castelului Peleș.